# Baseodiscidae

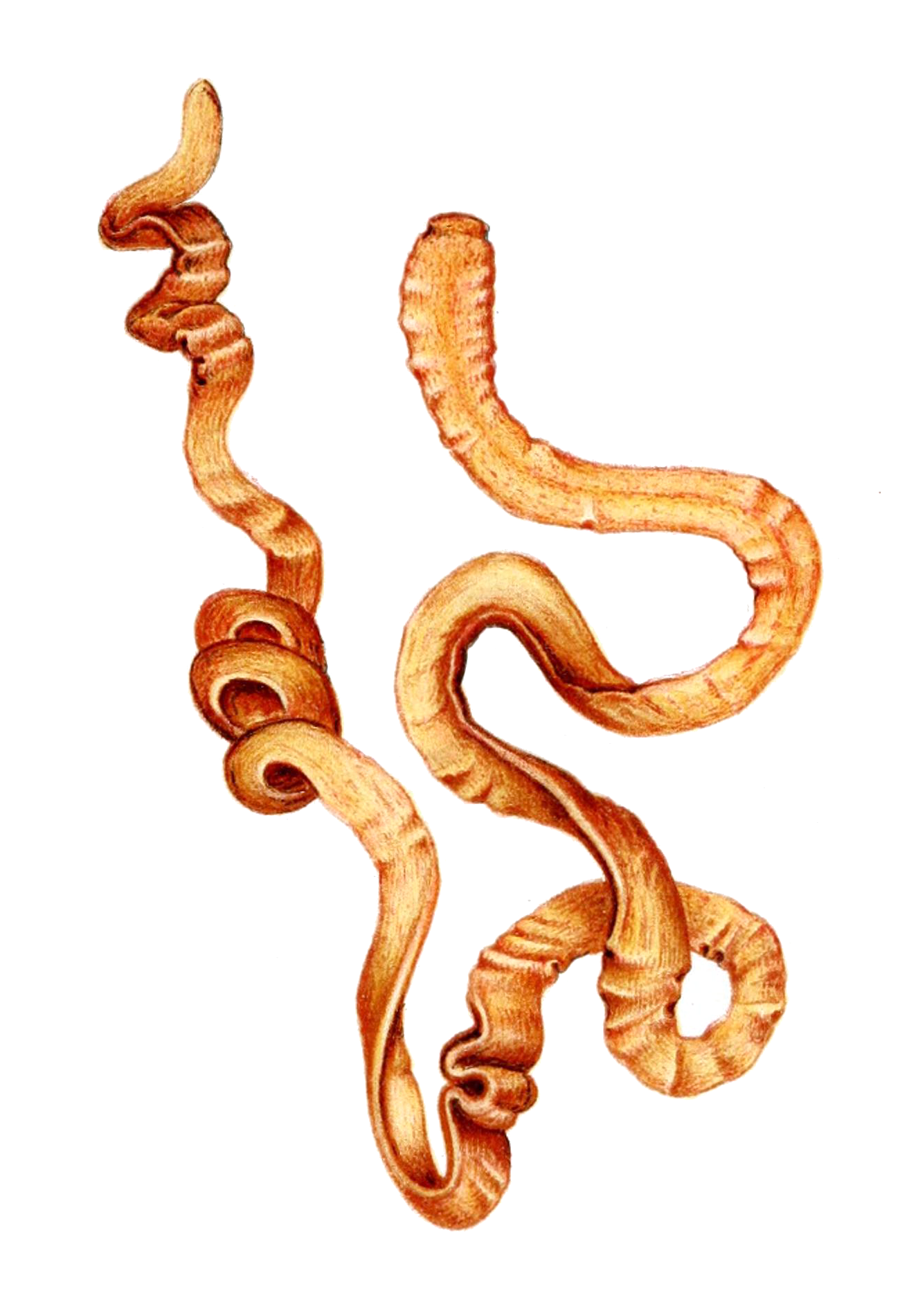
Baseodiscus princeps

Baseodiscidae — родина прісноводних неозброєних немертин ряду Heteronemertea. Згідно з деякими систематичними базами (наприклад WORMS, GBIF тощо) представники групи відносяться до родини Valenciniidae.

## Роди
- Baseodiscus
- Oxypolia